# Francesco Gesualdi
Francesco Gesualdi, noto anche come Francuccio Gesualdi (Bovino, 5 settembre 1949), è un attivista e saggista italiano.
In gioventù fu uno dei primi allievi di don Lorenzo Milani alla Scuola di Barbiana, insieme al fratello Michele.

## Biografia
Ha pubblicato vari libri e articoli riguardanti la negazione dei diritti umani, lo sfruttamento del lavoro minorile, il potere delle multinazionali, la crisi dell'occupazione, l'impoverimento a livello globale, il problema energetico, il debito del Terzo Mondo, l'inquinamento e la distruzione dell'ecosistema. Promuove l'uso di strumenti come il consumo critico, la "non collaborazione", il boicottaggio, il commercio alternativo, l'obiezione fiscale, la finanza sostenibile, le reti locali, la banca del tempo, lo sviluppo sostenibile, cercando in questo modo di favorire una rivoluzione degli stili di vita, della produzione e dell'economia. Ha coordinato numerose campagne di pressione nei confronti del potere politico e di multinazionali quali Nike, Chicco/Artsana, Chiquita, Del Monte. Collabora con la rivista Altreconomia e ha fondato insieme ad Alex Zanotelli la rete Lilliput. 
Nel libro Dalla parte sbagliata del mondo Gesualdi racconta a Lorenzo Guadagnucci la sua vita e le sue battaglie. Nel settembre 2009 ha dato inizio alla campagna "CERCA LA ROTTA", un coordinamento fra gruppi sparsi in varie parti d'Italia che assieme riflettono su un nuovo modo di fare funzionare l'economia e la società che pur disponendo di meno garantisce a tutti il soddisfacimento dei bisogni fondamentali.  Nel 2010 pubblica Il prezzo del ferro (scritto insieme al missionario comboniano Dario Bossi) dove vengono raccontati i misfatti di una multinazionale del ferro e la risposta della rete di resistenza popolare che vi si oppone. Nel marzo 2011 ha pubblicato il romanzo I fuorilega del nordest dove affronta, tra gli altri temi, quello della xenofobia. Sempre nel 2011 ha pubblicato I mercanti della notizia, che contiene un elenco ed un'analisi delle famiglie e delle istituzioni che di fatto detengono il potere economico e politico in Italia; inoltre aiuta a riconoscere giornali ed emittenti televisive in base ai loro proprietari.
Nel 2013 pubblica con Feltrinelli Le catene del debito: e come possiamo spezzarle, un testo per indicare vie d'uscita dal debito pubblico dalla parte dei cittadini. Residente da molti anni nel pisano, utilizza tutto il suo tempo per coordinare e svolgere le attività del Centro Nuovo Modello di Sviluppo di Vecchiano (PI), un centro di documentazione che si occupa di squilibri sociali e ambientali a livello internazionale, con l'obiettivo di indicare le iniziative concrete che ciascuno può assumere, a partire dalla propria quotidianità, per opporsi ai meccanismi che generano ingiustizia e malsviluppo. Una sezione del Centro svolge attività di ricerca sul comportamento sociale ed ambientale delle imprese con l'obiettivo di fornire informazioni ai consumatori tramite guide cartacee e siti internet. Particolarmente sviluppata è anche la riflessione su temi come la decrescita e l'economia stazionaria.
Nel 2014 è candidato con l'Altra Europa con Tsipras alle Elezioni Europee nella circoscrizione Italia centrale, dove ottiene complessivamente 8.973 preferenze, senza essere eletto. Nel 2018, assieme a Rete ONU e Utilitalia, ha coordinato un Tavolo di confronto insieme agli stakeholder del settore indumenti usati al fine di individuare strumenti e soluzioni per superare l'infiltrazione della criminalità organizzata in questo settore. Ispirandosi a questo percorso, nel 2020 Utilitalia ha prodotto Linee Guida per l'affidamento della gestione degli indumenti usati.

## Pubblicazioni
- Debito, Marotta e Cafiero, 2020, ISBN 9788831379120
- La scuola come necessità. Attualità di don Lorenzo Milani, Centro di formazione e lavoro A. Grandi, 2019, ISBN 9788894274295
- Società del benessere comune. Rivoluzione personale e cambiamento sociale per vivere molto meglio senza consumare sempre di più. Con Gianluca Ferrara, Arianna Editrice, 2017, ISBN 9788865881798
- Gratis è meglio. Tempo, lavoro, denaro: le persone più mercato, Emi, 2016, ISBN 9788830723733
- Risorsa umana. L'economia della pietra scartata, San Paolo Edizioni, 2015, ISBN 9788821595219
- Cambiare il sistema, Altreconomia, 2014, ISBN 9788865161081
- Le catene del debito: e come possiamo spezzarle, Feltrinelli, 2013, ISBN 9788807172687
- Facciamo da soli. Per uscire dalla crisi, oltre il mito della crescita: ripartiamo dal lavoro e riprendiamoci l'economia, Altreconomia, 2012, ISBN 9788865160770
- I mercanti della notizia. Guida al controllo dell'informazione in Italia, Centro nuovo modello di sviluppo, Emi, 2011, ISBN 9788830720046
- I fuorilega del Nordest, Dissensi, 2011, ISBN 9788896643037
- Cercatori del Regno. Cammino missionario verso la Pasqua 2011. Una Quaresima per crescere nella spiritualità dei nuovi stili di vita
- Il prezzo del ferro. Come si arricchisce la più grande multinazionale del ferro e come resistono le vittime a livello mondiale. Emi, 2010, ISBN 9788830719538
- ConsumaTTori. Per un nuovo stile di vita - Intervista di Vittorio Giammarco a Francesco Gesualdi, La Scuola SEI, 2014, ISBN 9788835024583
- L'altra via - dalla crescita al benvivere, programma per un'economia della sazietà
- Guida al consumo critico, Centro nuovo modello di sviluppo, Ponte alle Grazie, 2011, ISBN 9788862204187
- Dalla parte sbagliata del mondo - Intervista di Lorenzo Guadagnucci a Francesco Gesualdi, Altreconomia, 2008, ISBN 978-88-6189-029-9

- Guida al risparmio responsabile, Centro nuovo modello di sviluppo, Emi, 2002, ISBN 9788830711617
- Guida al telefono critico. Il mondo della telefonia messo a nudo, Centro Nuovo Modello di Sviluppo, Terre di mezzo, 2002, ISBN 9788861890206
- Lettera ad un consumatore del Nord, Centro nuovo modello di sviluppo, Emi 2004, ISBN 9788830702769
- Consumatori del nord lavoratori del sud. Il successo di una campagna della società civile contro la Del Monte in Kenya, Con Willy Mutunga, Emi, 2003, ISBN 9788830712959
- Sulla pelle dei bambini
- Il Mercante d'acqua
- Acqua con giustizia e sobrietà, Emi, 2007, ISBN 9788830716049
- Guida al vestire critico
- Nord – Sud. Predatori, predati e opportunisti
- Sobrietà. Dallo spreco di pochi ai diritti di tutti, Feltrinelli, 2007, ISBN 9788807710216
- Ai figli del pianeta. Scelte per un futuro vivibile
- Geografia del supermercato mondiale. Produzione e condizioni di lavoro nel mondo delle multinazionali
- Acquisti trasparenti, con John Pilger, Emi, 2005, ISBN 9788830714632
- Manuale per un consumo responsabile. Dal boicottaggio al commercio equo e solidale, Feltrinelli, 1999, ISBN 9788807170362
- Sud-Nord. Nuove alleanze per la dignità del lavoro, Centro nuovo modello di sviluppo, Emi, 1997, ISBN 9788830706309
- Signornò, Guaraldi, 1972, EAN 2568612887344